# Zhang Kehui
Zhang Kehui (Alternativname: Zhang Youyi; chinesisch 张克辉, Pinyin Zhāng Kèhuī; * Februar 1928 in Changhua, Taiwan; † 11. Januar 2024) war ein Politiker in der Volksrepublik China, der zwischen 1997 und 2005 Vorsitzender des Zentralkomitees der Demokratischen Selbstbestimmungsliga Taiwans (TDGSL) war, eine der als „Acht demokratische Parteien und Gruppen“ bezeichneten Organisationen der Volksrepublik. Er war ferner von 1998 bis 2008 Vizevorsitzender des Nationalkomitees der Politischen Konsultativkonferenz des chinesischen Volkes (PKKCV).

## Leben
Zhang Kehui, der zum Han-Volk gehörte, begann nach dem Schulbesuch ein Studium am Lehrerkolleg in Taiwan, der heutigen Staatlichen Pädagogischen Universität Taiwan (National Taiwan Normal University). Er ging allerdings während des Chinesischen Bürgerkrieges 1947 nach Festlandchina und absolvierte bis 1949 ein Studium an der Xiamen-Universität. Er wurde 1948 Mitglied der Kommunistischen Partei Chinas (KPCh) und trat 1949 der Volksbefreiungsarmee bei, woraufhin er Kompaniechef einer Einheit im Grenzgebiet von Fujian, Guangdong und Jiangxi war. 1950 wurde er Parteifunktionär der KPCh und war in den folgenden Jahren Chef einer Sektion in der Abteilung Arbeit der Einheitsfront im Parteikomitee der Provinz Fujian, stellvertretender Generalsekretär des Provinzkomitees Fujian der Politischen Konsultativkonferenz des chinesischen Volkes sowie stellvertretender Direktor des Amtes für Auslandschinesen dieser Provinz.
Zhang war zwischen 1978 und 1983 in der fünften Legislaturperiode Mitglied des Nationalkomitees der Politischen Konsultativkonferenz des chinesischen Volkes (PKKCV) und trat 1979 der Demokratischen Selbstbestimmungsliga Taiwans (TDGSL) bei, einer der als „Acht demokratische Parteien und Gruppen“ bezeichneten Organisationen der Volksrepublik. 1980 wurde er Leiter der All-Chinesischen Föderation der taiwanesischen Landsleute der Provinz Fujian. Auf dem 13. Parteitag der KPCh (25. Oktober bis 2. November 1987) wurde er erstmals Mitglied des ZK der KPCh und gehörte diesem Parteigremium nach seiner Wiederwahl auf dem 14. Parteitag der KPCh (12. bis 19. Oktober 1992) bis 1997 an. Er wurde 1988 Vize-Vorsitzender des Provinzkomitees Fujian der Politischen Konsultativkonferenz des chinesischen Volkes und war zudem in der siebten Legislaturperiode abermals Mitglied des Nationalkomitees der PKKCV.
Zhang Kehui war zwischen Januar und Dezember 1991 einerseits Direktor des Amtes für Angelegenheiten von Taiwan im Staatsrat der Volksrepublik China und andererseits im Dezember 1991 Berater der Vereinigung für Beziehungen über die Taiwanstraße (ARATS). Er war außerdem von November 1992 bis November 1997 Vizevorsitzender der Demokratischen Selbstbestimmungsliga Taiwans und war außerdem in der achten Legislaturperiode zwischen 1993 und 1998 Mitglied des Ständigen Ausschusses des Nationalen Volkskongresses. 1994 wurde er zugleich Präsident des Chinesischen Rates zur Förderung einer friedlichen nationalen Wiedervereinigung (CCPPNR) und 1997 Ehrenvorsitzender der All-Chinesischen Föderation der taiwanesischen Landsleute.
Als Nachfolger von Cai Zemin übernahm Zhang 1997 die Funktion als Vorsitzender des Zentralkomitees der Demokratischen Selbstbestimmungsliga Taiwans (TDGSL) und übte diese bis 2005 aus, woraufhin Lin Wenyi ihn ablöste. Er war außerdem in der neunten und zehnten Legislaturperiode zwischen 1998 und 2008 Vizevorsitzender des Nationalkomitees der Politischen Konsultativkonferenz des chinesischen Volkes. 1999 wurde er des Weiteren Berater der Chinesischen Gesellschaft für Völkerverständigung (CAFIU) sowie Mitglied des Vorbereitungskomitees der Regierungsdelegation bei der Übergabe der Sonderverwaltungszone Macau.
Auf seinem autobiografisch geprägten Buch One Taiwanese Man’s Feelings for Both Sides basierte der 2004 entstandene Film My Bittersweet Taiwan („Taiwan wang shi“) von Zheng Dongtian mit Cui Lin und Jiang Wenli.
Zhang starb im Januar 2024 im Alter von 95 Jahren.

## Veröffentlichungen
- 《故鄉的雲雀崗》Gùxiāng de yúnquè gǎng („Der Lerchenhügel“), 2001
- 《深情的海峽》Shēnqíng dì hǎixiá („Seelenvolle Meerenge“), 2001
- 《一个台湾人的两岸情》Yīgè táiwān rén de liǎng'àn qíng („Cross-Strait-Liebe eines Taiwanesen“), 2001